# توم جويري
توم جويري (بالإنجليزية: Tom Guiry)‏ هو ممثل أمريكي، ولد في 12 أكتوبر 1981 بترنتون في الولايات المتحدة.

## أعمال

### أفلام
- (2000) يو - 571[3]
- (2001) سقوط الصقر الأسود[4]
- (2003) نهر غامض[5]

### مسلسلات
- الإبتدائية[6][7][8]
- ميامي

## وصلات خارجية
- توم جويري على موقع IMDb (الإنجليزية)
- توم جويري على موقع ألو سيني (الفرنسية)
- توم جويري على موقع أول موفي (الإنجليزية)
- توم جويري على موقع إن إن دي بي (الإنجليزية)
- توم جويري على موقع قاعدة بيانات الفيلم (الإنجليزية)
- توم جويري على موقع كينوبويسك (الروسية)